# 아킬레스 얘르비넨
아킬레스 "아키" 에로 요하네스 얘르비넨(핀란드어: Akilles ("Aki") Eero Johannes Järvinen, 1905년 9월 19일 ~ 1943년 3월 7일)는 10종 경기에서 활약한 핀란드의 육상 선수로 창던지기 선수 마티 얘르비넨의 형이다.
그는 1928년부터 1936년까지 3번의 하계 올림픽에 참가하여 2개의 은메달(1928, 1932)을 획득하였다. 그는 3개의 올림픽에서 핀란드 선수단의 기수를 지냈다. 또한 그는 1934년 유럽 육상 선수권 대회 400m 허들에서 은메달을 획득했다.
얘르비넨은 자신의 VL Pyry 트레이너 비행기가 시험 비행 도중 추락한 1943년에 사망하였다.

## 참조
1. ↑  아킬레스 얘르비넨[깨진 링크(과거 내용 찾기)]. sports-reference.com